# IC 3058
IC 3058 је галаксија у сазвјежђу Береникина коса која се налази на листи објеката дубоког неба у Индекс каталогу.
Деклинација објекта је + 14° 5' 43" а ректасцензија 12h 14m 47,4s. Привидна величина (магнитуда) објекта IC 3058 износи 15,7 а фотографска магнитуда 16,5.